# スパーキングレディーカップ
スパーキングレディーカップは神奈川県川崎競馬組合が川崎競馬場ダート1600メートルで施行する地方競馬の重賞（ダートグレード競走、JpnIII）競走である。
競走名は川崎競馬場のナイター競走の愛称である「スパーキングナイター」に由来。また、1995年から1997年に掛けてダート重賞路線を席巻し、特に川崎競馬場では4戦4勝（川崎記念2勝、エンプレス杯2勝）と無敵を示し、「砂の女王」と異名を取った名馬ホクトベガを記念してホクトベガメモリアルと銘打たれている。

## 概要
1997年にダート2000メートルの南関東地区の4歳（現3歳）牝馬限定重賞（南関東G3）として創設された。翌1998年からはダート競走格付け委員会によりGIIIに格付けされダートグレード競走となり、現在の距離に変更された。また、同年より南関東グレードはG2へと格上げされた。2007年以降は、統一格付けのみの表記となり、JpnIIIに格付けされている。また、2011年よりトゥインクルレディー賞に替わり、GRANDAME-JAPANの古馬シーズンに指定され、その開幕戦となった。2024年からはGRANDAME-JAPAN古馬シーズンが春・秋の2シリーズ制となり、本競走は秋シーズンの開幕戦に位置づけられた。
2002年に7月での施行が定着して以降は、3歳牝馬と古馬（4歳以上）牝馬が本格的に初めて対戦する重賞競走に位置付けられている。

### 条件・賞金等（2025年）
出走資格
サラブレッド系3歳以上牝馬、地方・中央選定馬。
- しらさぎ賞の優勝馬、関東オークスで上位2着までに入った地方所属馬には、それぞれ本競走の優先出走権が与えられている。

負担重量
3歳52kg、4歳以上55kg（南半球産3歳馬2kg減）を基本に、更に以下のように負担増となる（ただし2歳時の成績は対象外）。
1. 本年7月4日より過去のGI・JpnI競走1着馬は3kg増、GII・JpnII競走1着馬は2kg増、GIII・JpnIII競走1着馬は1kg増。
2. 上記重量に加え、G及びJpn競走通算3勝以上の馬は1kg増、更に2勝ごとに1kg増。

賞金等
1着3,000万円、2着1050万円、3着600万円、4着300万円、5着150万円、着外手当15万円。
DG特別着外手当として6-8着に入った地方所属馬の馬主には着外手当とは別に6着90万円、7着60万円、8着30万円が給付される。
生産牧場賞は30万円。
副賞
農林水産大臣賞、日本中央競馬会理事長賞、日本馬主協会連合会長奨励賞、日本地方競馬馬主振興協会会長賞、地方競馬全国協会理事長賞、よみうりランド賞、管理者賞
優先出走権付与
本競走で優勝した地方所属馬には、レディスプレリュードの優先出走権が付与される。

## 歴史
- 1997年
  - 川崎競馬場ダート2000mの南関東地区所属4歳（現表記3歳）牝馬限定の別定の重賞競走スパーキングレディーカップとして創設。
  - 南関東グレードはG3に格付け。
  - ブンブンラリーとオートメンデスが同着優勝。
- 1998年
  - 中央・地方全国指定交流競走に指定。
  - ダートグレード競走格付け委員会によりGIII（統一GIII）に格付け。
  - 南関東グレードをG3からG2に格付け変更。
  - 施行距離を現在のダート1600mに変更。
  - 出走条件を「4歳（現3歳）牝馬」から「4歳（現3歳）以上牝馬」に変更。
- 2001年 - 馬齢表示の国際基準への変更に伴い、出走条件が「4歳以上牝馬」から「3歳以上牝馬」に変更。
- 2006年 - JRAのレマーズガールが当競走で史上初の2度目の優勝。
- 2007年 - 国際セリ名簿基準委員会（ICSC）の勧告に伴う重賞の格付け表記の変更により統一グレード表記をJpnIIIに変更。なお、南関東グレードは併記しないことになった。
- 2008年 - 船橋のトーセンジョウオーが当競走で史上2頭目の2度目の優勝（同馬は初勝利時と2度目では所属が異なる）。
- 2009年 - 1着賞金が3,000万円から2,500万円に減額。
- 2010年
  - JRAのラヴェリータが史上初の連覇。
  - JRAの岩田康誠が騎手として史上初の連覇。
  - JRAの松元茂樹が調教師として史上初の連覇。
- 2011年
  - GRANDAME-JAPAN競走の古馬シリーズに指定。第1戦に組み込まれる。
  - JRAのラヴェリータが史上初の3連覇。
  - JRAの松元茂樹が調教師として史上初の3連覇。
- 2020年 - COVID-19の流行により「無観客競馬」として開催(2021年も同様)。

### 歴代優勝馬
| 回数   | 施行日        | 優勝馬             | 性齢 | 所属 | タイム        | 優勝騎手 | 管理調教師 | 馬主                             |
| ------ | ------------- | ------------------ | ---- | ---- | ------------- | -------- | ---------- | -------------------------------- |
| 第1回  | 1997年9月22日 | ブンブンラリー     | 牝3  | 川崎 | 2:11.4 (同着) | 桑島孝春 | 新貝一雄   | 仲田三喜男                       |
| 第1回  | 1997年9月22日 | オートメンデス     | 牝3  | 川崎 | 2:11.4 (同着) | 岡村裕基 | 鳥飼春弥   | 大戸秀次                         |
| 第2回  | 1998年9月23日 | ホクトロビン       | 牝4  | 船橋 | 1:41.8        | 佐藤祐樹 | 岡島一馬   | 山泉惠宥                         |
| 第3回  | 1999年6月15日 | ファストフレンド   | 牝5  | JRA  | 1:40.1        | 蛯名正義 | 高市圭二   | 竹崎大晃                         |
| 第4回  | 2000年9月15日 | トシザミカ         | 牝5  | JRA  | 1:40.3        | 河内洋   | 音無秀孝   | 上村叶                           |
| 第5回  | 2001年9月17日 | プリエミネンス     | 牝4  | JRA  | 1:39.2        | 柴田善臣 | 伊藤圭三   | （有）グランド牧場               |
| 第6回  | 2002年7月11日 | ジーナフォンテン   | 牝4  | 船橋 | 1:41.6        | 張田京   | 山浦武     | 吉橋計                           |
| 第7回  | 2003年7月22日 | レマーズガール     | 牝3  | JRA  | 1:41.0        | 武豊     | 湯浅三郎   | 平井豊光                         |
| 第8回  | 2004年7月20日 | グラッブユアハート | 牝4  | JRA  | 1:41.0        | 安藤勝己 | 畠山吉宏   | 吉田和子                         |
| 第9回  | 2005年7月06日 | トーセンジョウオー | 牝4  | JRA  | 1:40:6        | 後藤浩輝 | 国枝栄     | 島川隆哉                         |
| 第10回 | 2006年7月05日 | レマーズガール     | 牝6  | JRA  | 1:41:7        | 内田博幸 | 湯浅三郎   | 平井豊光                         |
| 第11回 | 2007年7月04日 | メイショウバトラー | 牝7  | JRA  | 1:38.7        | 武豊     | 高橋成忠   | 松本好雄                         |
| 第12回 | 2008年7月16日 | トーセンジョウオー | 牝7  | 船橋 | 1:39.2        | 戸崎圭太 | 川島正行   | 島川隆哉                         |
| 第13回 | 2009年7月15日 | ラヴェリータ       | 牝3  | JRA  | 1:39.7        | 岩田康誠 | 松元茂樹   | 前田幸治                         |
| 第14回 | 2010年7月07日 | ラヴェリータ       | 牝4  | JRA  | 1:40.0        | 岩田康誠 | 松元茂樹   | 前田幸治                         |
| 第15回 | 2011年7月06日 | ラヴェリータ       | 牝5  | JRA  | 1:39.0        | 武豊     | 松元茂樹   | 前田幸治                         |
| 第16回 | 2012年7月04日 | スティールパス     | 牝5  | JRA  | 1:39.3        | 蛯名正義 | 松田国英   | 飯田正剛                         |
| 第17回 | 2013年7月03日 | メーデイア         | 牝5  | JRA  | 1:40.8        | 浜中俊   | 笹田和秀   | （有）社台レースホース           |
| 第18回 | 2014年7月02日 | サウンドガガ       | 牝5  | JRA  | 1:39.4        | 武豊     | 佐藤正雄   | 増田雄一                         |
| 第19回 | 2015年7月01日 | トロワボヌール     | 牝5  | JRA  | 1:40.8        | 戸崎圭太 | 畠山吉宏   | 村野康司                         |
| 第20回 | 2016年7月06日 | ホワイトフーガ     | 牝4  | JRA  | 1:40.5        | 蛯名正義 | 高木登     | 西森鶴                           |
| 第21回 | 2017年7月06日 | アンジュデジール   | 牝3  | JRA  | 1:41.6        | 横山典弘 | 昆貢       | 安原浩司                         |
| 第22回 | 2018年7月05日 | リエノテソーロ     | 牝4  | JRA  | 1:40.8        | 吉田隼人 | 武井亮     | 了徳寺健二ホールディングス（株） |
| 第23回 | 2019年7月04日 | ファッショニスタ   | 牝5  | JRA  | 1:40.6        | 川田将雅 | 安田隆行   | ゴドルフィン                     |
| 第24回 | 2020年7月15日 | ファッショニスタ   | 牝6  | JRA  | 1:40.9        | 川田将雅 | 安田隆行   | ゴドルフィン                     |
| 第25回 | 2021年7月08日 | サルサディオーネ   | 牝7  | 大井 | 1:39.0        | 矢野貴之 | 堀千亜樹   | 菅原広隆                         |
| 第26回 | 2022年7月06日 | ショウナンナデシコ | 牝5  | JRA  | 1:41.1        | 吉田隼人 | 須貝尚介   | 国本哲秀                         |
| 第27回 | 2023年7月05日 | レディバグ         | 牝5  | JRA  | 1:41.3        | 酒井学   | 北出成人   | （株）ゴールドアップ・カンパニー |
| 第28回 | 2024年7月03日 | アーテルアストレア | 牝5  | JRA  | 1:41.5        | 菱田裕二 | 橋口慎介   | フィールドレーシング             |
| 第29回 | 2025年7月09日 | フェブランシェ     | 牝5  | 大井 | 1:41.4        | 吉原寛人 | 藤田輝信   | （有）キャロットファーム         |

出典：南関東4競馬場公式「スパーキングレディーカップ競走優勝馬」